# زنبق‌های کالیفرنیایی
زنبق‌های کالیفرنیایی (نام علمی: Iris ser. Californicae) نام یک series از زیرسرده زنبق‌های دریاچه‌ای است.